# Lista foștilor membri ai Camerei Reprezentanților Statelor Unite ale Americii: R
Această este o listă a foștilor membri ai Camerei Reprezentanților Statelor Unite ale Americii al căror nume de familie începe cu litera R.
| Reprezentant               | Ani                             | Stat           | Partid              |
| -------------------------- | ------------------------------- | -------------- | ------------------- |
| Louis C. Rabaut            | 1935-1947, 1949-1961            | Michigan       | Democrat            |
| Benjamin J. Rabin          | 1945-1947                       | New York       | Democrat            |
| John Abner Race            | 1965-1967                       | Wisconsin      | Democrat            |
| William Radford            | 1863-1867                       | New York       | Democrat            |
| Heartsill Ragon            | 1923-1933                       | Arkansas       | Democrat            |
| John Raines                | 1889-1893                       | New York       | Republican          |
| Joseph H. Rainey           | 1870-1879                       | South Carolina | Republican          |
| Lilius B. Rainey           | 1919-1923                       | Alabama        | Democrat            |
| Albert Rains               | 1945-1965                       | Alabama        | Democrat            |
| Robert L. Ramsay           | 1933-1939, 1941-1943, 1949-1953 | West Virginia  | Democrat            |
| C. William Ramseyer        | 1915-1933                       | Iowa           | Republican          |
| Alexander Randall          | 1841-1843                       | Maryland       | Whig                |
| Charles H. Randall         | 1915-1921                       | California     | Prohibitionist      |
| James Henry Randolph       | 1877-1879                       | Tennessee      | Republican          |
| Jennings Randolph          | 1933-1947                       | West Virginia  | Democrat            |
| Christopher Rankin         | 1819-1825                       | Mississippi    | Democrat-Republican |
| Christopher Rankin         | 1825-1826                       | Mississippi    | Democrat            |
| Jeannette Rankin           | 1917-1919, 1941-1943            | Montana        | Republican          |
| John E. Rankin             | 1921-1953                       | Mississippi    | Democrat            |
| Joseph Rankin              | 1883-1886                       | Wisconsin      | Democrat            |
| Joseph E. Ransdell         | 1899-1913                       | Louisiana      | Democrat            |
| Alonzo J. Ransier          | 1873-1875                       | South Carolina | Republican          |
| Robert Rantoul, Jr.        | 1851-1852                       | Massachusetts  | Democrat            |
| James T. Rapier            | 1873-1875                       | Alabama        | Republican          |
| John Rarick                | 1967-1975                       | Louisiana      | Democrat            |
| William R. Ratchford       | 1979-1985                       | Connecticut    | Democrat            |
| Ossian Ray                 | 1881-1885                       | New Hampshire  | Republican          |
| Sam Rayburn                | 1913-1961                       | Texas          | Democrat            |
| Isidor Rayner              | 1887-1889, 1891-1895            | Maryland       | Democrat            |
| John Rea                   | 1803-1811, 1813-1815            | Pennsylvania   | Democrat-Republican |
| Charles Ready              | 1853-1855                       | Tennessee      | Whig                |
| Charles Ready              | 1855-1859                       | Tennessee      | American            |
| Frazier Reams              | 1951-1955                       | Ohio           | Independent         |
| C. Frank Reavis            | 1915-1922                       | Nebraska       | Republican          |
| John R. Reding             | 1841-1845                       | New Hampshire  | Democrat            |
| Rolland W. Redlin          | 1965-1967                       | North Dakota   | Democrat            |
| William T. Redmond         | 1997-1999                       | New Mexico     | Republican          |
| B. Carroll Reece           | 1921-1931, 1933-1947, 1951-1961 | Tennessee      | Republican          |
| Louise Goff Reece          | 1961-1963                       | Tennessee      | Republican          |
| Eugene E. Reed             | 1913-1915                       | New Hampshire  | Democrat            |
| Jack Reed                  | 1991-1997                       | Rhode Island   | Democrat            |
| James B. Reed              | 1923-1929                       | Arkansas       | Democrat            |
| Joseph R. Reed             | 1889-1891                       | Iowa           | Republican          |
| Philip Reed                | 1817-1819, 1822-1823            | Maryland       | Democrat-Republican |
| Stuart F. Reed             | 1917-1925                       | West Virginia  | Republican          |
| William A. Reeder          | 1899-1911                       | Kansas         | Republican          |
| Edward Herbert Rees        | 1937-1961                       | Kansas         | Republican          |
| Rollin R. Rees             | 1911-1913                       | Kansas         | Republican          |
| Charles C. Reid            | 1901-1911                       | Arkansas       | Democrat            |
| Harry Reid                 | 1983-1987                       | Nevada         | Democrat            |
| Ben Reifel                 | 1961-1971                       | South Dakota   | Republican          |
| James B. Reynolds          | 1815-1817, 1823-1825            | Tennessee      | Democrat-Republican |
| John Reynolds              | 1834-1837, 1839-1843            | Illinois       | Democrat            |
| Mel Reynolds               | 1993-1995                       | Illinois       | Democrat            |
| John Rhea                  | 1803-1815, 1817-1823            | Tennessee      | Democrat-Republican |
| John Jacob Rhodes          | 1953-1983                       | Arizona        | Republican          |
| John Jacob Rhodes III      | 1987-1993                       | Arizona        | Republican          |
| James B. Ricaud            | 1855-1859                       | Maryland       | American            |
| Edmund Rice                | 1887-1889                       | Minnesota      | Democrat            |
| Charles Rich               | 1813-1815, 1817-1824            | Vermont        | Democrat-Republican |
| John Tyler Rich            | 1881-1883                       | Michigan       | Republican          |
| Charles L. Richards        | 1923-1925                       | Nevada         | Democrat            |
| Mark Richards              | 1817-1821                       | Vermont        | Democrat-Republican |
| Bill Richardson            | 1983-1997                       | New Mexico     | Democrat            |
| George F. Richardson       | 1893-1895                       | Michigan       | Democrat            |
| James D. Richardson        | 1885-1905                       | Tennessee      | Democrat            |
| William N. Richardson      | 1900-1914                       | Alabama        | Democrat            |
| Carl W. Riddick            | 1919-1923                       | Montana        | Republican          |
| George R. Riddle           | 1851-1855                       | Delaware       | Democrat            |
| Haywood Yancey Riddle      | 1875-1879                       | Tennessee      | Democrat            |
| Tom Ridge                  | 1983-1995                       | Pennsylvania   | Republican          |
| Edwin R. Ridgely           | 1897-1901                       | Kansas         | Populist            |
| Henry M. Ridgely           | 1811-1815                       | Delaware       | Federalist          |
| Donald W. Riegle, Jr.      | 1967-1973                       | Michigan       | Republican          |
| Donald W. Riegle, Jr.      | 1973-1976                       | Michigan       | Democrat            |
| Bob R. Riley               | 1997-2003                       | Alabama        | Republican          |
| Matthew John Rinaldo       | 1973-1993                       | New Jersey     | Republican          |
| Samuel Ringgold            | 1810-1815, 1817-1821            | Maryland       | Democrat-Republican |
| Eleazar W. Ripley          | 1835-1839                       | Louisiana      | Democrat            |
| Ted Risenhoover            | 1975-1979                       | Oklahoma       | Democrat            |
| Charles Risk               | 1935-1937, 1939-1941            | Rhode Island   | Republican          |
| John Ritchie               | 1871-1873                       | Maryland       | Democrat            |
| Donald L. Ritter           | 1979-1993                       | Pennsylvania   | Republican          |
| Lynn N. Rivers             | 1995-2003                       | Michigan       | Democrat            |
| Ralph Julian Rivers        | 1959-1966                       | Alaska         | Democrat            |
| Thomas Rivers              | 1855-1857                       | Tennessee      | American            |
| Ross Rizley                | 1941-1949                       | Oklahoma       | Republican          |
| Gaston A. Robbins          | 1893-1896, 1899-1900            | Alabama        | Democrat            |
| Charles B. Roberts         | 1875-1879                       | Maryland       | Democrat            |
| Clint Roberts              | 1981-1983                       | South Dakota   | Republican          |
| Edwin E. Roberts           | 1911-1919                       | Nevada         | Republican          |
| Kenneth A. Roberts         | 1951-1965                       | Alabama        | Democrat            |
| Pat Roberts                | 1981-1997                       | Kansas         | Republican          |
| Robert W. Roberts          | 1843-1847                       | Mississippi    | Democrat            |
| Alice Mary Robertson       | 1921-1923                       | Oklahoma       | Republican          |
| Charles R. Robertson       | 1941-1943, 1945-1949            | North Dakota   | Republican          |
| Edward W. Robertson        | 1877-1883, 1887                 | Louisiana      | Democrat            |
| Samuel Matthews Robertson  | 1887-1907                       | Louisiana      | Democrat            |
| Thomas B. Robertson        | 1812-1818                       | Louisiana      | Democrat-Republican |
| Christopher Robinson       | 1859-1861                       | Rhode Island   | Republican          |
| J. W. Robinson             | 1933-1947                       | Utah           | Democrat            |
| John Seaton Robinson       | 1899-1903                       | Nebraska       | Democrat            |
| Joseph Taylor Robinson     | 1903-1913                       | Arkansas       | Democrat            |
| Thomas J. B. Robinson      | 1923-1933                       | Iowa           | Republican          |
| Thomas Robinson, Jr.       | 1839-1841                       | Delaware       | Democrat            |
| Tommy F. Robinson          | 1985-1989                       | Arkansas       | Democrat            |
| Tommy F. Robinson          | 1989-1991                       | Arkansas       | Republican          |
| Robert F. Rockwell         | 1941-1949                       | Colorado       | Republican          |
| Robert L. Rodgers          | 1939-1947                       | Pennsylvania   | Republican          |
| Peter W. Rodino            | 1949-1989                       | New Jersey     | Democrat            |
| Caesar A. Rodney           | 1803-1805, 1821-1822            | Delaware       | Democrat-Republican |
| Daniel Rodney              | 1822-1823                       | Delaware       | Federalist          |
| George B. Rodney           | 1841-1845                       | Delaware       | Whig                |
| Dudley Roe                 | 1945-1947                       | Maryland       | Democrat            |
| Robert A. Roe              | 1969-1993                       | New Jersey     | Democrat            |
| Buddy Roemer               | 1981-1988                       | Louisiana      | Democrat            |
| Tim Roemer                 | 1991-2003                       | Indiana        | Democrat            |
| Jim Rogan                  | 1997-2001                       | California     | Republican          |
| Anthony A.C. Rogers        | 1869-1871                       | Arkansas       | Democrat            |
| Byron G. Rogers            | 1951-1971                       | Colorado       | Democrat            |
| Dwight L. Rogers           | 1945-1954                       | Florida        | Democrat            |
| Edith Nourse Rogers        | 1925-1960                       | Massachusetts  | Republican          |
| John H. Rogers             | 1883-1891                       | Arkansas       | Democrat            |
| Paul G. Rogers             | 1955-1979                       | Florida        | Democrat            |
| Will Rogers                | 1933-1943                       | Oklahoma       | Democrat            |
| Will Rogers, Jr.           | 1943-1944                       | California     | Democrat            |
| William F. Rogers          | 1883-1885                       | New York       | Democrat            |
| William N. Rogers          | 1923-1925, 1932-1937            | New Hampshire  | Democrat            |
| Edward G. Rohrbough        | 1943-1945, 1947-1949            | West Virginia  | Republican          |
| Edward H. Rollins          | 1861-1867                       | New Hampshire  | Republican          |
| James D. Roman             | 1847-1849                       | Maryland       | Whig                |
| Teno Roncalio              | 1965-1967, 1971-1978            | Wyoming        | Democrat            |
| Franklin D. Roosevelt, Jr. | 1949-1951                       | New York       | Liberal             |
| Franklin D. Roosevelt, Jr. | 1951-1955                       | New York       | Democrat            |
| Logan H. Roots             | 1868-1871                       | Arkansas       | Republican          |
| Benjamin L. Rosenbloom     | 1921-1925                       | West Virginia  | Republican          |
| Dan Rostenkowski           | 1959-1995                       | Illinois       | Democrat            |
| William V. Roth, Jr.       | 1967-1971                       | Delaware       | Republican          |
| Marge Roukema              | 1981-2003                       | New Jersey     | Republican          |
| William A. Rowan           | 1943-1947                       | Illinois       | Democrat            |
| John G. Rowland            | 1985-1991                       | Connecticut    | Republican          |
| Alphonse Roy               | 1938-1939                       | New Hampshire  | Democrat            |
| William R. Roy             | 1971-1975                       | Kansas         | Democrat            |
| Homer Elihu Royce          | 1857-1861                       | Vermont        | Republican          |
| Atterson W. Rucker         | 1909-1913                       | Colorado       | Democrat            |
| Eldon Rudd                 | 1977-1987                       | Arizona        | Republican          |
| Stephen A. Rudd            | 1931-1936                       | New York       | Democrat            |
| John N. W. Rumple          | 1901-1903                       | Iowa           | Republican          |
| Donald Rumsfeld            | 1963-1969                       | Illinois       | Republican          |
| Harold Runnels             | 1971-1980                       | New Mexico     | Democrat            |
| Philip E. Ruppe            | 1967-1979                       | Michigan       | Republican          |
| Harry W. Rusk              | 1886-1897                       | Maryland       | Democrat            |
| John Russ                  | 1819-1823                       | Connecticut    | Democrat-Republican |
| Charles H. Russell         | 1947-1949                       | Nevada         | Republican          |
| Marty Russo                | 1975-1993                       | Illinois       | Democrat            |
| Albert Rust                | 1855-1857, 1859-1861            | Arkansas       | Democrat            |
| Albert G. Rutherford       | 1937-1941                       | Pennsylvania   | Republican          |
| Elmer Ryan                 | 1935-1941                       | Minnesota      | Democrat            |
| Harold M. Ryan             | 1962-1965                       | Michigan       | Democrat            |
| Leo Ryan                   | 1973-1978                       | California     | Democrat            |
| Thomas Ryan                | 1877-1889                       | Kansas         | Republican          |
| Joseph F. Ryter            | 1945-1947                       | Connecticut    | Democrat            |
| Jim Ryun                   | 1997-2007                       | Kansas         | Republican          |